# Batura-Muztagh-Expedition 1959
Die Batura-Muztagh-Expedition 1959 fand im Sommer 1959 im pakistanischen Gebirgszug Batura Muztagh statt. Sie hatte wissenschaftliche Forschungen zum Thema Glaziologie und Geologie sowie die bergsteigerische Erstbesteigung des Hauptgipfels Batura Sar (7795 m) zum Ziel. Ob die Erstbesteigung gelang, ist unklar, da fünf der sechs Expeditionsteilnehmer während eines Unwetters spurlos verschwanden.

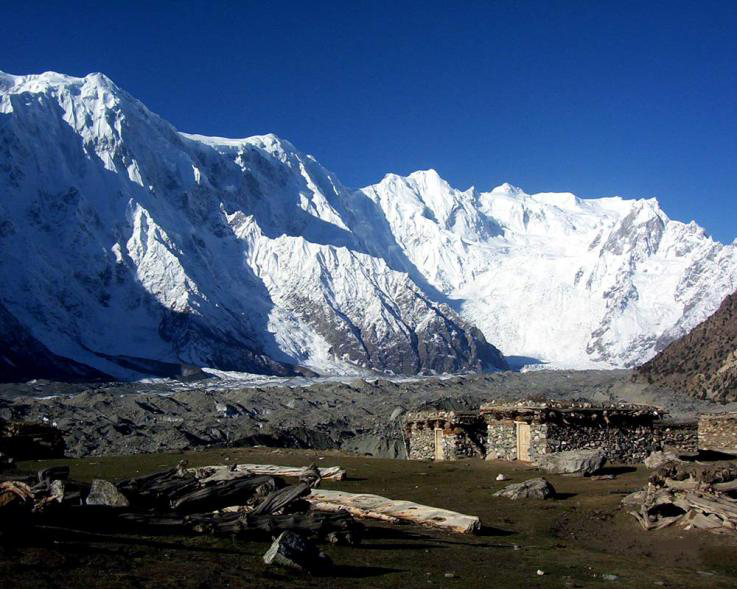
Die Batura-Mauer mit dem Batura Sar

## Gebirge
Das Batura Muztagh ist der westlichste Gebirgszug des Karakorum, eines bis zu 8611 m hohen Gebirges in Zentralasien, in dem unter anderem auch der K2, der Broad Peak, der Gasherbrum I und der Gasherbrum II liegt. Das Batura Muztagh liegt in der Region Gilgit-Baltistan, einem pakistanischen Sonderterritorium in der umstrittenen Region Kaschmir im äußersten Norden des Landes. Es ist der einzige Teil der Karakorum-Hauptkette, der westlich des Hunza-Tals liegt.
Zentral in der Gebirgsgruppe verläuft der fast 58 km lange Batura-Gletscher. Südlich davon erhebt sich die so genannte Batura-Mauer, ein etwa 40 km langer und nirgends unter 6000 m liegender Gebirgsgrat mit den bedeutendsten Gipfeln des Batura Muztagh. Die höchste Erhebung ist der Batura Sar oder auch „Batura I“ mit 7795 m.

## Erkundungen
Im Sommer 1925 erkundete erstmals eine niederländische Expedition unter Philips Visser den Batura-Gletscher und studierte auch die Gipfel der Batura-Mauer. 1933 erkundete der Brite Reginald Schomberg das Bola-Das-Tal, südlich des Batura-Hauptkamms. 1947 erfolgte eine erneute Erkundung des Bola-Das-Tales durch eine internationale Expedition unter Beteiligung von Mitgliedern aus der Schweiz, England und Kanada.
Im Sommer 1954 startete eine deutsch-österreichische Expedition zur Erkundung, Kartierung und Erforschung des Batura Muztagh. Wissenschaftlicher Leiter war Wolfgang Pillewizer, weitere Forscher unter anderem Hans-Jochen Schneider und Martin Schliessler. Die bergsteigerische Leitung hatte Mathias Rebitsch, ein weiterer bekannter Bergsteiger der Expedition war Anderl Heckmair. Sie errichteten ihr Basislager am Südrand des Batura-Gletschers und erreichten innerhalb einer Woche eine Höhe von etwa 6700 m. Aufgrund eines Wettersturzes und der enormen Lawinengefahr ließen die Expeditionsteilnehmer von einem Gipfelsieg am Batura Sar ab und erstiegen stattdessen einen 6784 m hohen Nebengipfel.

## Expedition 1959

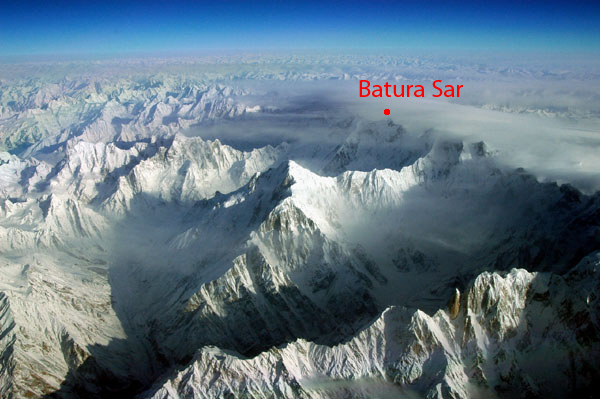
Luftaufnahme eines Teils des Batura Muztagh

Im Sommer 1959 fand eine britische Expedition zum Batura Muztagh statt. Leiter und zugleich Arzt der Unternehmung war Keith Warburton (31). Teilnehmer waren der Vermesser und Glaziologe John Edwards (26), sowie die englischen Bergsteiger Richard Knight (25) und Harry Stephenson (23). Weitere Teilnehmer waren der deutsche Bergsteiger und Geologe Martin Günnel (28) und der deutsche Bergsteiger österreichischer Herkunft Albert Hirschbichler (27). Die Bergsteiger der Expedition galten als äußerst erfahren. Hirschbichler hatte bereits unter anderem die Civetta-Nordwestwand, die Piz-Badile-Nordostwand, die Große Zinne-Nordwand und die Eiger-Nordwand durchstiegen. Günnel konnte auf anspruchsvolle Bergfahrten unter anderem in der Silvretta und den Dolomiten zurückblicken. Die beiden Engländer Knight und Stephenson kletterten bereits am Peutereygrat des Mont Blanc, dem längsten kombinierten Gratanstieg in den Alpen. Dort trafen sie auch auf Hirschbichler, der ihnen während eines Wettersturzes beigestanden hatte.
Am 11. April fuhren alle gemeinsam mit dem Schiff von Liverpool nach Karatschi. Während der Überfahrt lernten sie Jamil Sherjan (21), den Sohn eines pakistanischen Generals kennen, der eine Zeit lang in der britischen Armee gedient hatte. Dieser begleitete anschließend die Expedition als Unterstützer bei den Vermessungsarbeiten und Untersuchungen.
Von Karatschi aus ging es mit dem Zug weiter nach Rawalpindi, wo sie aufgrund Schlechtwetters 17 Tage auf ihren Weiterflug nach Gilgit warten mussten. Dieser erfolgte dann mit einer Douglas DC-3 der Pakistan Airways. Nachdem sie erneut wegen Schlechtwetters vier Tage ausharren mussten, fuhren sie mit neun Geländewagen rund fünf Stunden nach Karimabad. Dort wurde die Ausrüstung auf Tragpferde verladen, mit denen sie anschließend drei Tage lang nach Passu weiterzogen.
Von dort ging es sechs Tage lang mit Yaks über den Batura-Gletscher, den viertgrößten Gletscher der Welt außerhalb des Polargebiets. Mit 18-tägiger Verspätung wurde das Basislager schließlich am 4. Juni 1959 am Fuße des mächtigen Batura-Eisfalls errichtet, der sich vom Gletscher bis zum Gipfel erstreckt. Die Briten hielten sich in etwa des Lagers und der Route von 1954. Drei Hochgebirgsträger sollten bei der Expedition bleiben, wurden jedoch aufgrund von Meinungsverschiedenheiten entlassen. Wie sich später herausstellte, war einer von ihnen ein gesuchter Deserteur der Armee.
Schon die Begeher von 1954 hatten vor dem mächtigen und stark zerklüfteten Eisfall gewarnt. Das Eis dort bewegt sich zwischen drei und sechs Metern am Tag, was eine ständige Neufindung der Aufstiegsroute nach sich zieht und große Gefahren durch einstürzende Eistürme und neuaufbrechende Gletscherspalten birgt. Das ganze Gebiet ist zudem stark gefährdet durch Lawinen, die aufgrund der riesigen Fläche der Westflanke ungeahnte Ausmaße erreichen. Nach 1959 hat es nie wieder eine Expedition an dieser Stelle versucht.
In den folgenden Wochen erkundeten die Teilnehmer den unteren Teil des Eisfalles und errichteten die ersten beiden Hochlager auf 4000 m und 4900 m. John Edwards und Jamil Sherjan begannen mit den Vermessungsarbeiten am Gletscher und am unteren Eisfall, wobei sie auch die Fließgeschwindigkeit überprüften. Das Wetter war bis auf wenige Regentage Mitte Juni äußerst gut. Schon am 23. Juni befanden sich Warburton, Günnel, Hirschbichler, Knight und Stephenson im gut mit Vorräten ausgestatteten Lager 3 auf 5500 m. Die Teilnehmer rechneten mit drei weiteren Lagern bis zum Gipfel und einer Rückkehrzeit ins Basislager von 15 Tagen. Man war sich auch sicher, im Notfall die Hochlager 1 und 2 aufgrund des sich fast täglich verändernden unteren Eisfalles nicht mehr nutzen zu können.
Edwards und Sherjan befanden sich im Bereich des Basislagers, als es am 2. Juli zu einem Schlechtwettereinbruch kam. Durch starken Regen und Schneefall waren sie vier Tage in ihrem Zelt gefangen und mussten sich erst wieder ausgraben. Danach setzten sie ihre Vermessungstätigkeiten am Gletscher fort und bargen die Ausrüstung aus Lager 1, welche die Bergsteiger nach dieser langen Zeit nicht mehr benötigen konnten. Im Basislager wurden sie von einem einheimischen Jäger besucht, der ihnen frisches Fleisch brachte und ihnen berichtete, er hätte am 28. Juni zwei aufsteigende Personen etwa 500 m unterhalb des Gipfels des Batura Sar gesehen. Dies deckte sich mit den Plänen, wonach ein zweiköpfiges Gipfelteam das Lager 6 auf 7300 m errichten und von dort aus zum Gipfel aufbrechen sollte. Da von dieser Beobachtung bis zum Schlechtwettereinbruch vier Tage vergingen, dachte Edwards, die Bergsteiger befänden sich bereits wieder im Abstieg und hätten in einem der Hochlager Schutz vor dem Unwetter gesucht.
Als am 19. Juli noch niemand zurückgekehrt war, wurde Edwards erstmals beunruhigt. Denn etwa bis zu diesem Zeitpunkt hatten ihre Vorräte gereicht. Da er jedoch in Höhe des Lagers 3 noch Schneefall beobachtete, vermutete er, dass die Bergsteiger noch auf eine Wetterverbesserung warteten. Am 26. Juli gab das Wetter die Sicht bis zum Gipfelbereich frei, Edwards konnte jedoch noch immer keine Bewegungen erkennen. Nun war er von einem Unglück überzeugt und stieg nach Passu ab, um Hilfe zu holen. Dort traf er Mitglieder einer Schweizer Distaghil-Sar-Expedition, die ihm ein Zelt und einen Teil ihrer Hochgebirgsausrüstung überließen. Edwards kontaktierte auch die pakistanischen Behörden, die jedoch aufgrund des politisch umstrittenen Gebietes keine Unterstützung zusagten.
Am 30. Juli versuchten Edwards und Sherjan zum Lager 3 aufzusteigen, scheiterten jedoch auf rund 4500 m an den schwierigen Verhältnissen im Eisbruch. Am 4. Juli brachen sie ihr Basislager ab und begaben sich auf die Rückreise. Auf ihrem Weg durch das Hunza-Tal trafen sie plötzlich auf drei deutsche Bergsteiger, die ihnen Hilfe zusagten und anschließend mit Edwards zurück zum Bereich des Basislagers marschierten. Aufgrund inzwischen aufgetretener Gesundheitsprobleme konnte sich Edwards nicht mehr an einem erneuten Aufstieg beteiligen. Die Deutschen erreichten eine Stelle, von wo aus sie die von Edwards angegebene Stelle des Lagers 3 einsehen konnten, sahen jedoch nichts außer Schnee. Am 15. August verließ Edwards das Basislager mit den Deutschen und machte sich auf den Heimweg nach Liverpool.
Keith Warburton, Richard Knight, Harry Stephenson, Martin Günnel und Albert Hirschbichler gelten bis heute als vermisst, zudem ist unklar, ob irgendjemand von ihnen den Gipfel erreichte. Es gilt als wahrscheinlich, dass sie von einer während der Schlechtwetterphase mehrmals täglich abstürzenden Eislawinen erfasst wurden.

## Erstbesteigung
Die offizielle Erstbesteigung des Batura Sar gelang schließlich einer deutschen Expedition unter Alexander Schlee im Sommer 1976. Die Deutschen hatten sich für einen Aufstieg über die Südwestseite entschieden, wobei Hubert Bleicher und Herbert Oberhofer bei schlechtem Wetter und dichtem Nebel am 30. Juni den Gipfel erreichten.